# Anomis indica
Anomis indica là một loài bướm đêm trong họ Erebidae.